# Mattiastrum leptophyllum
Mattiastrum leptophyllum är en strävbladig växtart som beskrevs av August Brand. Mattiastrum leptophyllum ingår i släktet Mattiastrum och familjen strävbladiga växter. Inga underarter finns listade i Catalogue of Life.